# Käfigmagnet

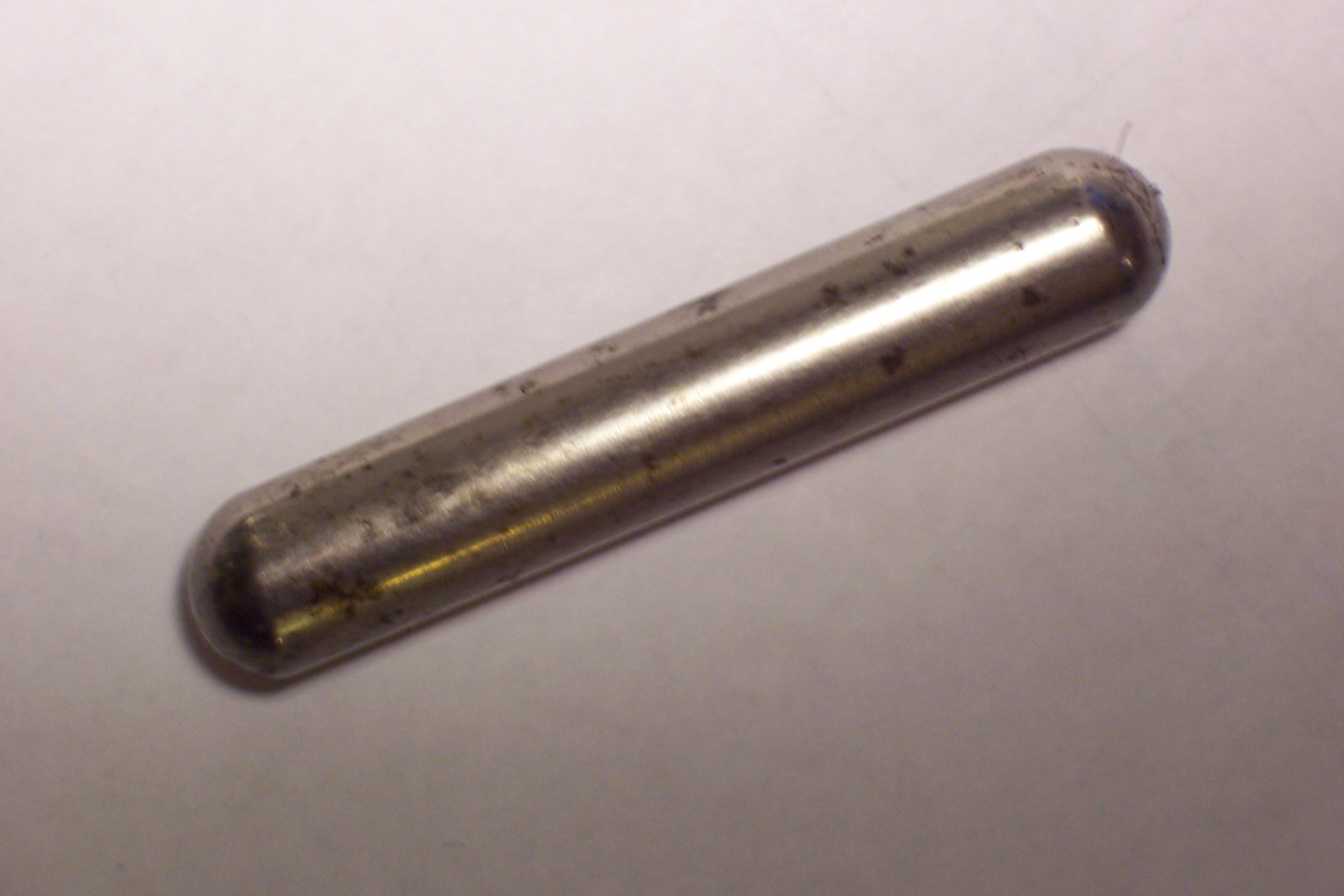
Ursprüngliche Form des Kuhmagneten. Moderne Versionen sind zusätzlich von einem Plastikkäfig umgeben.

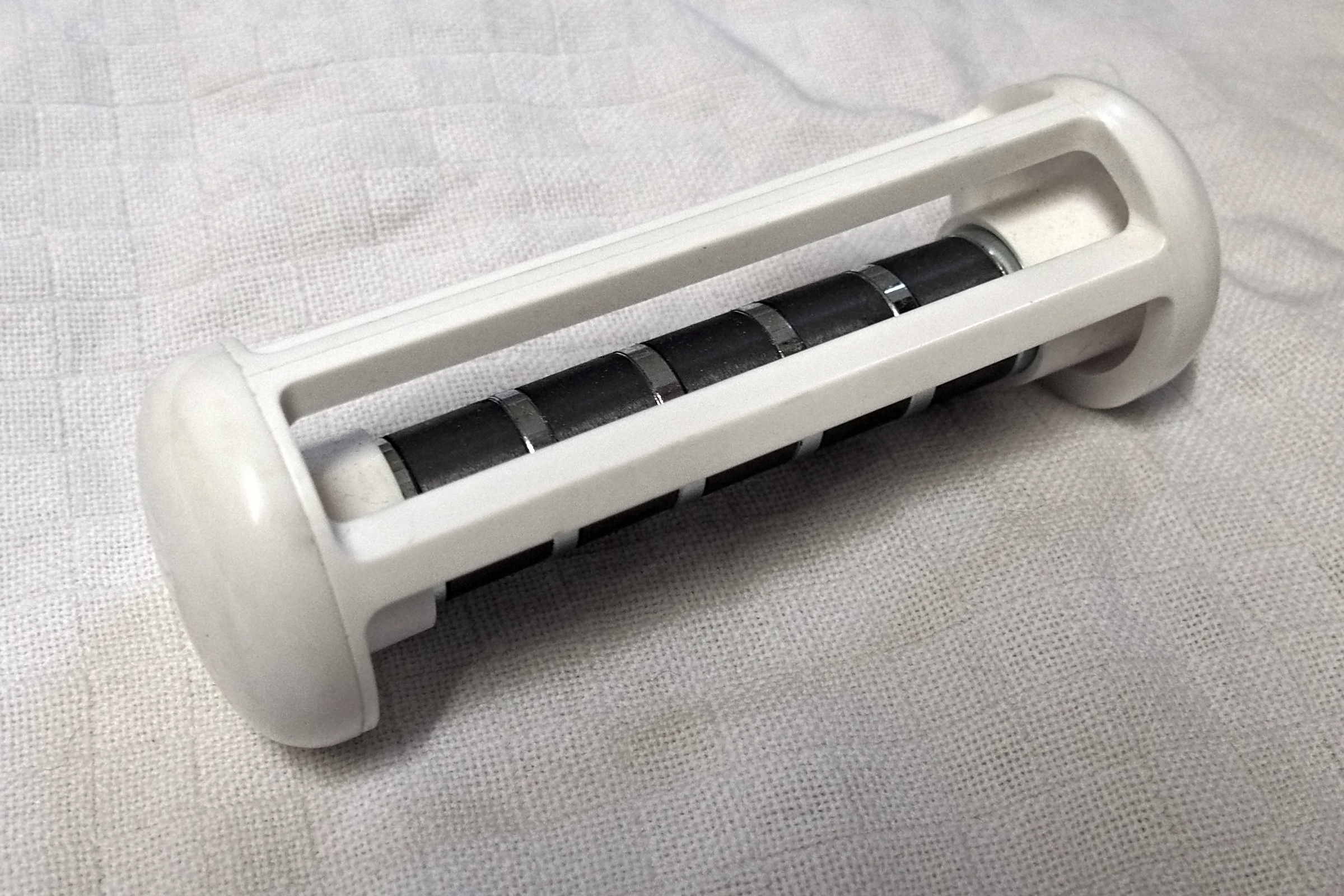
Käfigmagnet, welcher von einem Plastikkäfig umgeben ist.

Ein Käfigmagnet, früher auch als Kuhmagnet, Kuhmagenmagnet oder Verweilmagnet bezeichnet, ist ein starker Magnet, der zur Prophylaxe der Fremdkörpererkrankung bei Rindern dient. Dazu wird er in den Netzmagen des Rindes eingeführt, wo er metallische Fremdkörper, die bei der Futteraufnahme in das Verdauungssystem geraten sind, bindet, so dass diese die Magenwand bei Vormagenkontraktionen nicht verletzen können.

## Hintergrund

Kontraktionszyklus der Hauben-Pansenmotorik des Rindes. Doppelte Kontraktion der Haube (1) – Kontraktion des Schleudermagens (2) – Kontraktion des rückenseitigen Pansensacks (3) und Blindsacks (5) – Kontraktion des bauchseitigen Pansensacks (4) und Blindsacks (6)

Rinder nehmen naturgemäß große Futtermengen auf. Anders als Schafe und Ziegen sind sie bei der Nahrungsaufnahme nur wenig selektiv. Mit dem Futter aufgenommene metallische Fremdkörper wie Nägel, Drahtstücke, Späne und abgesplitterte Teile landwirtschaftlicher Maschinen werden von den Tieren oft abgeschluckt. Schwere Fremdkörper gelangen dabei durch ihr Gewicht in den unter dem Mageneingang (Cardia) liegenden Netzmagen (Haube), der sich im Rahmen der Hauben-Pansenkontraktion fast vollständig zusammenzieht. Dadurch kann es zu einer Durchbohrung der Magenwand durch spitze Fremdkörper kommen, die die umliegenden inneren Organe verletzen und Entzündungen verursachen können. Die Kuh verliert in der Folge ihren Appetit und erzeugt somit weniger Milch oder steigert zu wenig ihr Gewicht bei der Mast. Der Käfigmagnet stellt eine sehr wirkungsvolle Vorbeugemaßnahme gegen innere Verletzungen durch aufgenommene Fremdkörper dar.

## Konstruktion
Der Käfigmagnet wurde 1963 von Matthaeus Stöber an der Tierärztlichen Hochschule Hannover entwickelt. Bis dahin waren vor allem in den USA einfache ca. fingerdicke Dauermagneten in Gebrauch, die den Nachteil hatten, dass längliche Fremdkörper den Magneten igelartig überragen und somit weiterhin Verletzungen verursachen können.
Das von Stöber entwickelte Modell Rinderklinik Hannover besteht aus einer zirka 15 Zentimeter langen Metallstange aus Ferrit oder dem Magnetwerkstoff Alnico mit einem Durchmesser von ca. 3 cm, die von einem Käfig aus Plastik umgeben ist. Der Käfig hat an den Seiten Öffnungen, über die Metallteile, die von dem Magneten angezogen werden, in das Innere des Käfigs gelangen. Dort werden sie vom Magneten festgehalten, so dass sie keine Verletzungen der Magenwand mehr verursachen können.

## Anwendung
Der Käfigmagnet wird mit Hilfe eines Applikators in den Schlund des Rindes eingeführt und gelangt durch sein Gewicht in den Netzmagen. Der korrekte Sitz des Magneten sollte mit einem Metalldetektor oder einem Kompass kontrolliert werden, da er in seltenen Fällen auch in den Pansen gelangen kann, wo er keinen Schutz vor Haubenverletzungen bietet.
Der Käfigmagnet verbleibt bis zum Lebensende des Tieres im Netzmagen. Allerdings gehen knapp 4 % der applizierten Käfigmagnete verloren, da sie beim Wiederkäuen zusammen mit dem Futterbrei aus dem Magen befördert werden.
Es wird empfohlen Jungrindern prophylaktisch einen Käfigmagneten zu verabreichen, um eine Erkrankung durch im Magen verbleibende Eisenteile schon vor der Entstehung zu verhindern.